# Pomnik Papieża Jana Pawła II (San Cristóbal de La Laguna)
Pomnik Jana Pawła II – pomnik papieża Jana Pawła II w San Cristóbal de La Laguna (Teneryfa, Hiszpania), w śródmieściu, na placu Doktora Olivery (Plaza Doctor Olivera), wzniesiony w 2012 według projektu Czesława Dźwigaja.

## Historia
Dzieło to zostało podarowane przez Fundację im. Jana Kobylańskiego i Unię Stowarzyszeń i Organizacji Polonijnych Ameryki Łacińskiej. Pomnik – będący darem dla chrześcijan Wysp Kanaryjskich – pobłogosławiony został przez kard. Santosa Abril y Castelló i biskupa diecezji San Cristóbal de La Laguna, Bernardo Álvareza Afonso. Odsłonięcie pomnika nastąpiło 15 kwietnia 2012.
Posąg z brązu przedstawia Jana Pawła II w pełnej wysokości i błogosławiącego dziewczynkę i chłopca ubranych w typowy strój z Teneryfy. Pomnik stanął obok głównego wejścia do Kościoła pw. Niepokalanego Poczęcia (Iglesia de Nuestra Señora de La Concepción) na pl. Doktora Olivery.